# Jack Unterweger
Johann "Jack" Unterweger, född 16 augusti 1950 i Judenburg, Österrike, död 29 juni 1994 i Graz, var en österrikisk seriemördare som begick brott i många olika länder, samtidigt som han i fängelse utvecklade ett författarskap och blev efter en villkorlig frigivning en kulturpersonlighet i sitt hemland. Han återföll snabbt i brottslighet och begick flera lustmord, som han dömdes för.

## Uppväxt
Jack Unterweger var son till Theresia Unterweger (1928–1993), en servitris från Wien. Fadern var en okänd amerikansk soldat som hon träffat på en bar i Triestes prostitution. Efter att blivit häktad för bedrägeri återvände hon till Graz i Österrike. När Theresia Unterweger 1953 blev arresterad skickades sonen till hennes far i Kärnten, där han växte upp under knappa förhållanden med en alkoholiserad och aggressiv morfar. Han utvecklades snabbt till en fifflare och småkriminell och dömdes första gången 1966 till fängelse. Under de närmaste tio åren skulle han komma att dömas vid 16 olika tillfällen för olika sexuellt relaterade våldsbrott och tillbringade nio år i fängelse.

## Mord
Den 12 december 1974 mördade Unterweger en 18-årig tysk kvinna, Margaret Schäfer, genom att strypa henne med hennes egen behå. Han dömdes för mord till livstids fängelse den 1 juni 1976. I fängelset började Unterweger att skriva poesi, noveller, pjäser och sin självbiografiska roman, Fegefeuer oder die Reise ins Zuchthaus / Skärseld eller kåkturen (1983). Fegefeuer filmades 1988 av Willi Hengstler med Bobby Prem i huvudrollen. 
En kampanj för benådning av Unterweger började på 1980-talet att ta form i Wiens kultur- och mediavärld. Författare som Elfriede Jelinek, Günter Grass, Ernst Jandl, Barbara Frischmuth och Alfred Kolleritsch var initiativtagare. Den 23 maj 1990 lämnade Unterweger fängelset i Salzburg som villkorligt frigiven. Han blev omedelbart en celebritet i österrikisk media och kulturliv. Unterweger talade om rehabilitering av kriminella, om tysk litteratur och blev engagerad av ORF som reporter. Han kom att rapportera om bestialiska mord på kvinnor i prostitutionen i Prag, Lustenau, Graz och Wien, det vill säga mord som han själv begått. Magasinet Panorama skickade Unterweger till Los Angeles för att skriva om prostitution och brottslighet. Där utforskade han inom prostitutionen kvinnor, som senare hittades strypta.

## Slutet
Jack Unterweger återvände till Österrike, där polisen i Graz misstänkte att Unterweger var inblandad i morden på kvinnorna. De kände igen den knut som använts vid alla strypningar. Unterweger flydde tillsammans med sin flickvän, Bianca Mrak, via Schweiz och Frankrike till Florida, USA. Där hankade de sig fram ett par veckor innan de den 27 februari 1992 arresteras av FBI. Återförd till Graz dömdes Unterweger, mot sitt nekande, den 29 juni 1994 till livstids fängelse för nio mord. På natten efter domen  begick han självmord i Graz-Jakomini-fängelset genom att med dragsnodden i sina träningsbyxor hänga sig. Han använde samma typ av knut som vid samtliga sina mord.

## Offren
- Margaret Schäfer (12 december 1974)
- Blanka Boková (Prag 15 september 1990)
- Brunhilde Masser (Graz 2 december 1990)
- Elfriede Schrempf (Graz 7 mars 1991)
- Silvia Zagler (Lustenau x april 1991)
- Sabine Moitzi (Wien 7 maj 1991)
- Regina Prem (Wien 12 maj 1991)
- Karin Eroglu (Wien 20 maj 1991)
- Shannon Exley (Los Angeles 20 juni 1991)
- Irene Rodriguez (Los Angeles 29 juni 1991)
- Peggy Booth (Los Angeles 9 juli 1991)